# Velika Kopanica
Velika Kopanica est un village et une municipalité située en Slavonie, dans le comitat de Slavonski Brod-Posavina, en Croatie. Au recensement de 2001, la municipalité comptait 3 570 habitants, dont 98,43 % de Croates et le village seul comptait 2 120 habitants.

## Localités
La municipalité de Velika Kopanica compte 4 localités :
- Beravci
- Divoševci
- Mala Kopanica
- Velika Kopanica